# Cunaxa brevicrura
Cunaxa brevicrura är en spindeldjursart som beskrevs av Den Heyer 1979. Cunaxa brevicrura ingår i släktet Cunaxa och familjen Cunaxidae. Inga underarter finns listade i Catalogue of Life.